# Campionat Regional de Llevant
El Campionat Regional de Llevant (també conegut com a Campionat de Llevant de futbol) fou la màxima competició futbolística disputada al País Valencià i a la Regió de Múrcia a començament de segle xx.

## Història
La Federació de Futbol de Llevant es fundà l'any 1919 amb clubs del País Valencià i de la Regió de Múrcia (formada per Múrcia i Albacete). Aquesta federació organitzà el Campionat de Llevant de futbol.
L'any 1925 la federació es dividí en dues de separades, la Federació Valenciana de Futbol, amb clubs de Castelló, València i la ciutat d'Alcoi i la Federación Murciana de Fútbol, amb clubs de la resta d'Alacant, Múrcia i Albacete. Cadascuna organitzà els seus propis campionats.
L'any 1934, la FEF va dur a terme una reestructuració del futbol estatal i va crear una sèrie de campionats interregionals, oficialment anomenats Suprarregionals, jeràrquicament situats per sobre dels campionats regionals tradicionals. Els clubs valencians i murcians s'integraren en el Campionat Suprarregional grup 5, format per les federacions de València, Múrcia, Sud i Oest la temporada 1934-35, i exclusivament per les federacions de València i Múrcia entre 1935 i 1937.

## Historial
Font:
| Temporada                              | Campió                                                                               | Resultat                                                                             | Subcampió                                                                            | Refs                           |
| Campionat de Llevant de Futbol         | Campionat de Llevant de Futbol                                                       | Campionat de Llevant de Futbol                                                       | Campionat de Llevant de Futbol                                                       | Campionat de Llevant de Futbol |
| -------------------------------------- | ------------------------------------------------------------------------------------ | ------------------------------------------------------------------------------------ | ------------------------------------------------------------------------------------ | ------------------------------ |
| 1918-19                                | Gimnàstic FC (1)                                                                     | 1-0                                                                                  | Cervantes FC                                                                         | [ 5 ]                          |
| 1919-20                                | CD Aguileño (1)                                                                      | 5-1, 3-0                                                                             | Gimnàstic FC                                                                         | [ 5 ]                          |
| 1920-21                                | Levante FC de Murcia (1)                                                             | 1-0, 2-0                                                                             | Cervantes FC                                                                         | [ 5 ]                          |
| 1921-22                                | España FC de València (1)                                                            | 0-2, 3-0, 3-0                                                                        | Levante FC de Murcia                                                                 | [ 5 ]                          |
| 1922-23                                | València FC (1)                                                                      | 3-0, 1-1                                                                             | Murcia FC                                                                            | [ 5 ]                          |
| 1923-24                                | Club Natació Alacant (1)                                                             | 2-0, 2-1                                                                             | Gimnàstic FC                                                                         | [ 5 ]                          |
| 1924-25                                | València FC (2)                                                                      | 1-0, 1-0                                                                             | CE Castelló                                                                          | [ 5 ]                          |
| 1926-1934                              | No es disputà, vegeu Campionat de València de futbol i Campionat de Múrcia de futbol | No es disputà, vegeu Campionat de València de futbol i Campionat de Múrcia de futbol | No es disputà, vegeu Campionat de València de futbol i Campionat de Múrcia de futbol | [ 5 ]                          |
| Campionat Suprarregional Llevant - Sud |                                                                                      |                                                                                      |                                                                                      |                                |
| 1934-35                                | Llevant FC (1)                                                                       | lliga                                                                                | Sevilla FC                                                                           | [ 5 ]                          |
| Campionat Suprarregional de Llevant    |                                                                                      |                                                                                      |                                                                                      |                                |
| 1935-36                                | Real Murcia FC (2)                                                                   | lliga                                                                                | Hèrcules CF                                                                          | [ 5 ]                          |
| 1936-37                                | València FC (3)                                                                      | lliga                                                                                | Hèrcules CF                                                                          | [ 5 ]                          |

## Palmarès
(només inclosos els campionats oficials)
- València Futbol Club: 3 títols (1922-23, 1924-25, 1936-37)
- Real Murcia (inclou Levante FC de Murcia): 2 títols (1920-21, 1935-36)
- Gimnàstic Futbol Club: 1 títol (1918-19)
- CD Aguileño: 1 títol (1919-20)
- España FC de València: 1 títol (1921-22)
- Club Natació Alacant: 1 títol (1923-24)
- Llevant Futbol Club: 1 títol (1934-35)